# Lauren Holly
Lauren Holly (født 28. oktober 1963) er en amerikansk skuespiller. Hun er kendt for sin rolle som vicepolitimester Maxine Stewart i tv-serien Picket Fences, som Mary Swanson i 1994 filmen Dum & dummere, og hendes forhold til skuespilleren Jim Carrey. Hun har også portrætteret Jenny Shepard på TV-serien NCIS 2005 til 2008.

## Filmografi
- Seven Minutes in Heaven (1985) .... Lisa
- Band of the Hand (1986) .... Nikki
- The Adventures of Ford Fairlane (1990) .... Jazz
- Dragon: Legenden om Bruce Lee (1993) .... Linda Lee
- Dum og dummere (1994) .... Mary Swanson
- Sabrina (1995) .... Elizabeth Tyson, MD
- Down Periscope (1996) .... Lt. Emily Lake, Diving Officer
- Beautiful Girls (1996) .... Darian Smalls
- A Smile Like Yours (1997) .... Jennifer Robertson
- Turbulence (1997) .... Teri Halloran
- Vig (1998) .... Marybeth
- No Looking Back (1998) .... Claudia
- Any Given Sunday (1999) .... Cindy Rooney
- Entropy (1999) .... Claire
- What Women Want (2000) .... Gigi
- The Last Producer (2000) .... Frances Chadway
- Spirited Away (2001) (stemme) .... Chihiro's mor, Yuko Ogino
- Pavement (2002) .... Buckley Clarke
- Changing Hearts (2002) .... Amber Connors
- In Enemy Hands (2004) .... Mrs. Rachel Travers
- Down and Derby (2005) .... Kim Davis
- The Godfather of Green Bay (2005) .... Molly
- The Chumscrubber (2005) .... Boutique Owner
- The Pleasure Drivers (2005) ... Daphne Widesecker
- Fatwa (2006) ... Maggie Davidson
- Raising Flagg (2006) .... Rachel Purdy
- Chasing 3000 (2008) .... Marilyn
- The Perfect Age of Rock 'n' Roll (2009) .... Liza Genson
- Crank: High Voltage (2009) .... Counsellor
- The Least Among You (2009) .... Kate Allison
- Final Storm (2009) ... Gillian
- You're So Cupid! (2010) ... Audrey Valentine
- The Juggler (2011) ... Ida